# Лејк Шор (Минесота)
Лејк Шор (енгл. Lake Shore) град је у америчкој савезној држави Минесота.

## Демографија
По попису из 2010. године број становника је 1.004, што је 38 (3,9%) становника више него 2000. године.
| Група             | 2000.       | 2010.       |
| Белци             | 953 (98,7%) | 987 (98,3%) |
| Афроамериканци    | 0 (0,0%)    | 3 (0,3%)    |
| Азијати           | 1 (0,1%)    | 1 (0,1%)    |
| Хиспаноамериканци | 2 (0,2%)    | 9 (0,9%)    |
| Укупно            | 966         | 1.004       |